# Blaž Vrhovec
Blaž Vrhovec (Lubiana, 20 febbraio 1992) è un ex calciatore sloveno, di ruolo attaccante.

## Carriera

### Club
Ha giocato nei campionati sloveno, cipriota e polacco.

### Nazionale
Ha esordito con la nazionale Under-21 slovena durante le qualificazioni ai campionati europei di categoria.

## Statistiche

### Presenze e reti nei club
Statistiche aggiornate al 21 maggio 2022.
| Stagione        | Squadra         | Campionato      | Campionato | Campionato | Coppe nazionali | Coppe nazionali | Coppe nazionali | Coppe continentali | Coppe continentali | Coppe continentali | Altre coppe | Altre coppe | Altre coppe | Totale | Totale | Totale |
| Stagione        | Squadra         | Comp            | Pres       | Reti       | Comp            | Pres            | Reti            | Comp               | Pres               | Reti               | Comp        | Pres        | Reti        | Pres   | Reti   |        |
| --------------- | --------------- | --------------- | ---------- | ---------- | --------------- | --------------- | --------------- | ------------------ | ------------------ | ------------------ | ----------- | ----------- | ----------- | ------ | ------ | ------ |
| 2011-2012       | Interblock      | DL              | 25         | 1          | CS              | 3               | 0               |                    | -                  | -                  |             | -           | -           | 25     | 1      |        |
| 2012-2013       | Celje           | 1.SNL           | 27         | 1          | CS              | 5               | 0               | UEL                | 2                  | 0                  | -           | -           | -           | 34     | 1      |        |
| 2013-2014       | Celje           | 1.SNL           | 29         | 2          | CS              | 2               | 0               | UEL                | 1                  | 0                  | -           | -           | -           | 34     | 1      |        |
| 2014-2015       | Celje           | 1.SNL           | 25         | 2          | CS              | 5               | 1               | -                  | -                  | -                  | -           | -           | -           | 30     | 3      |        |
| 2015-2016       | Celje           | 1.SNL           | 30         | 1          | CS              | 2               | 0               | UEL                | 2                  | 0                  | -           | -           | -           | 30     | 3      |        |
| Totale Celje    | Totale Celje    | Totale Celje    | 111        | 6          |                 | 14              | 1               |                    | 5                  | 0                  |             | -           | -           | 130    | 7      |        |
| 2016-2017       | Maribor         | 1.SNL           | 27         | 0          | CS              | 5               | 0               | UEL                | 6                  | 0                  | -           | -           | -           | 38     | 0      |        |
| 2017-2018       | Maribor         | 1.SNL           | 21         | 2          | CS              | 2               | 0               | UCL                | 10                 | 0                  | -           | -           | -           | 33     | 2      |        |
| 2018-2019       | Maribor         | 1.SNL           | 27         | 3          | CS              | 6               | 0               | UEL                | 6                  | 0                  | -           | -           | -           | 39     | 3      |        |
| 2019-2020       | Maribor         | 1.SNL           | 24         | 0          | CS              | 0               | 0               | UCL+UCL            | 6+2                | 0                  | -           | -           | -           | 32     | 0      |        |
| 2020-2021       | Maribor         | 1.SNL           | 28         | 1          | CS              | 0               | 0               | -                  | -                  | -                  | -           | -           | -           | 28     | 1      |        |
| 2021-gen. 2022  | Maribor         | 1.SNL           | 15         | 3          | CS              | 1               | 0               | UCL                | 4                  | 0                  | -           | -           | -           | 20     | 3      |        |
| Totale Maribor  | Totale Maribor  | Totale Maribor  | 142        | 9          |                 | 14              | 0               |                    | 34                 | 0                  |             | -           | -           | 190    | 9      |        |
| gen.-giu. 2022  | Anorthōsis      | A               | 11         | 2          | KK              | 4               | 0               | -                  | -                  | -                  | -           | -           | -           | 15     | 0      |        |
| Totale carriera | Totale carriera | Totale carriera | 289        | 18         |                 | 35              | 1               |                    | 39                 | 0                  |             | -           | -           | 363    | 19     |        |

## Palmarès

### Club

#### Competizioni nazionali
- Campionato sloveno: 2

Maribor: 2016-2017, 2018-2019